# Прапор Рожища
Пра́пор Рожи́ща затверджений 6 жовтня 1999 року сесією Рожищенською міської ради.
Автори проекту — А. Гречило та Ю. Терлецький.

## Опис
Квадратне полотнище, що складається із двох рівновеликих горизонтальних частин — червоної і жовтої. У верхній частині — срібний лапчастий хрест, у нижній — синій лапчастий хрест.

## Зміст
Основою для сучасних символів став сюжет герба міста з кінця ХVI ст., на якому було зображено «два крижа», тобто два хрести.